# Козлов Микола Тимофійович
Микола Тимофійович Козлов (нар. 19 грудня 1925, село Красавка Балашовського повіту, тепер Саратовської області, Російська Федерація — 15 квітня 2001, місто Москва) — радянський державний діяч, міністр плодоовочевого господарства СРСР, голова Московського облвиконкому. Кандидат у члени ЦК КПРС у 1966–1971 роках. Член ЦК КПРС у 1971—1986 роках. Депутат Верховної Ради СРСР 7–11-го скликань.

## Життєпис
Народився в селянській родині.
У 1943 році — курсант військово-політичного училища в місті Енгельс Саратовської області. У 1943–1947 роках служив у Червоній армії, учасник німецько-радянської війни.
Член ВКП(б) з 1946 року.
У 1947–1952 роках — студент Московської сільськогосподарської академії імені Тімірязєва.
У 1952–1953 роках — заступник директора із політичної частини Ново-Путьєвської машинно-тракторної станції (МТС) Климовського району Московської області.
У 1953–1954 роках — 2-й секретар Климовського районного комітету КПРС Московської області.
У 1954–1958 роках — помічник 1-го секретаря Московського обласного комітету КПРС.
У 1958–1959 роках — начальник статистичного управління Московської області.
У 1959–1960 роках — завідувач сільськогосподарського відділу Московського обласного комітету КПРС.
У 1960 році — 1-й заступник голови виконавчого комітету Московської обласної ради депутатів трудящих.
У 1960 – січні 1963 року — секретар Московського обласного комітету КПРС.
У грудні 1962 – грудні 1964 року — голова виконавчого комітету Московської сільської обласної ради депутатів трудящих.
У грудні 1964 – 5 лютого 1981 року — голова виконавчого комітету Московської обласної ради депутатів трудящих.
19 грудня 1980 – 22 листопада 1985 року — міністр плодоовочевого господарства СРСР.
З листопада 1985 року — персональний пенсіонер союзного значення в Москві.
Помер 15 квітня 2001 року. Похований в Москві на Троєкуровському цвинтарі.

## Нагороди
- два ордени Леніна
- орден Жовтневої Революції
- орден Вітчизняної війни І ст.
- орден Вітчизняної війни ІІ ст.
- два ордени Трудового Червоного Прапора
- орден «Знак Пошани»
- медаль «За трудову доблесть»
- медалі
- Почесний громадянин Московської області (30.09.1999)